# Vajolet-Türme
Die Vajolet-Türme sind eine bizarre Felsformation im Zentrum der Rosengartengruppe in den Südtiroler und Trentiner Dolomiten. Sie liegen im Naturpark Schlern-Rosengarten zwischen dem oberen Tiersertal im Westen und dem oberen Vajolettal im Osten. Im Norden werden sie durch den Vajoletpass (2459 m s.l.m.), im Süden durch den Laurinspass (2627 m s.l.m.) abgesetzt. Die Winklerscharte (2650 m s.l.m.) unterteilt den Sockel der Vajolettürme in eine nördliche Gruppe mit drei Türmen und eine südliche. Die südlichen Türme – mit dem kleinen Piazturm vier – sind die bekannteren, haben den besseren Fels und stellen eines der Schaustücke der Alpen dar.
Bekannt sind sie als Kletterberge. Einige der Routen gehören zu den bekanntesten Routen im mittleren Schwierigkeitsgrad in den gesamten Alpen und sind in der Saison entsprechend gut besucht, besonders da der Anstieg von der Gartlhütte sehr kurz ist, z. B. ca. 15 Minuten bis zum Delago-Turm.
| Name                          | Höhe          | Erstersteigung |
| ----------------------------- | ------------- | --- |
| Delagoturm (Torre Delago)     | 2790 m s.l.m. | Hermann Delago am 22. September 1895 im Alleingang über die Südwand („Delagokamine“) (V-, IV und III)                                 |
| Stabelerturm (Torre Stabeler) | 2805 m s.l.m. | Johann Niederwieser (genannt Stabeler) und Hans Helversen am 16. Juli 1892 über die Südostflanke, den heutigen Normalweg (III und II) |
| Winklerturm (Torre Winkler)   | 2800 m s.l.m. | Georg Winkler 1887 im Alleingang über die Südostwand (1 Stelle IV+, einige Stellen IV- sonst III und II)                              |
| Nordturm (Torre Nord)         | 2810 m s.l.m. | H. Stabeler und H. Helversen am 12. Juli 1892 (II)                                                                                    |
| Hauptturm (Torre Principale)  | 2821 m s.l.m. | G. Bernard und G. Merzbacher am 28. August 1882 (II)                                                                                  |
| Ostturm (Torre Est)           | 2813 m s.l.m. | H. Stabeler und H. Helversen am 12. Juli 1892 (II)                                                                                    |

Den südlichen Türmen vorgelagert ist der nur etwa 40 m aufragende Piazturm (Torre Piaz, 2670 m s.l.m.), der am 2. September 1899 von Tita Piaz erstmals erstiegen wurde (IV+).
Tita Piaz, der zu spät gekommen war, um bei den Erstbesteigungen der Türme mitzumischen, hinterließ in den Folgejahren eine Unmenge an neuen Routen an allen Türmen. Gemeinsam mit Francesco Jori und Irma Glaser eröffnete er am 9. August 1911 die Südwestkante am Delagoturm (IV, IV- und III), die als „Delagokante“ mit ihrer geraden und ausgesetzten Kantenkletterei eine der meistbegangenen Routen der Alpen überhaupt geworden ist (im Bild die Kante an der linken Seite).